# Albania's Next Top Model (mùa 1)
Albania's Next Top Model, Mùa 1  là mùa đầu tiên của Albania's Next Top Model. Chương trình được chiếu trên Top Channel vào ngày 6 tháng 12 năm 2010. 20 thí sinh được chọn để cạnh tranh cho chương trình cùng với 2 thí sinh mới tham gia vào cuộc thi.
Điểm đến quốc tế của mùa này là Pristina.
Người chiến thắng trong cuộc thi mùa này là Erida Lama, 15 tuổi. Cô giành được: 1 hợp đồng người mẫu và sẽ đại diện cho Albania tham gia cuộc thi Top Model of the World.

## Thí sinh
| Thí sinh         | Tuổi | Chiều cao              | Bị loại ở | Hạng                       |
| ---------------- | ---- | ---------------------- | --------- | -------------------------- |
| Marianthi Koci   | 19   | 1,75 m (5 ft 9 in)     | Tập 2     | 22-21                      |
| Enkelejda Dukaj  | 18   | 1,68 m (5 ft 6 in)     | Tập 2     | 22-21                      |
| Odeta Cuedari    | 14   |                        | Tập 3     | 20                         |
| Franceska Jaçe   | 15   | 1,70 m (5 ft 7 in)     | Tập 4     | 19-18 (tước quyền thi đấu) |
| Florinda Marashi | 21   | 1,80 m (5 ft 11 in)    | Tập 4     | 19-18 (tước quyền thi đấu) |
| Alsona Ivani     | 19   | 1,75 m (5 ft 9 in)     | Tập 4     | 17 (dừng cuộc thi)         |
| Ksela Lara       | 20   | 1,71 m (5 ft 7+1⁄2 in) | Tập 4     | 16                         |
| Eralda Hoxhaj    | 18   | 1,67 m (5 ft 5+1⁄2 in) | Tập 5     | 15                         |
| Esterina Tafili  | 17   | 1,76 m (5 ft 9+1⁄2 in) | Tập 6     | 14                         |
| Stela Cara       | 21   | 1,72 m (5 ft 7+1⁄2 in) | Tập 7     | 13                         |
| Valbona Shahini  | 19   | 1,73 m (5 ft 8 in)     | Tập 8     | 12                         |
| Jehona Krasniqi  | 17   | 1,67 m (5 ft 5+1⁄2 in) | Tập 9     | 11 (dừng cuộc thi)         |
| Adela Veizi      | 15   | 1,66 m (5 ft 5+1⁄2 in) | Tập 9     | 10                         |
| Nina Zeneli      | 21   | 1,72 m (5 ft 7+1⁄2 in) | Tập 10    | 9                          |
| Sonia Mulaj      |      |                        | Tập 11    | 8                          |
| Edna Cane        | 20   | 1,77 m (5 ft 9+1⁄2 in) | Tập 12    | 7                          |
| Kejdi Jashari    | 16   | 1,75 m (5 ft 9 in)     | Tập 13    | 6                          |
| Lorena Skana     | 19   | 1,76 m (5 ft 9+1⁄2 in) | Tập 13    | 5                          |
| Erkida Hunci     | 21   | 1,76 m (5 ft 9+1⁄2 in) | Tập 13    | 4                          |
| Ergi Ceka        | 15   | 1,76 m (5 ft 9+1⁄2 in) | Tập 13    | 3                          |
| Tatiana Ramadani | 23   | 1,74 m (5 ft 8+1⁄2 in) | Tập 13    | 2                          |
| Erida Lama       | 15   | 1,78 m (5 ft 10 in)    | Tập 13    | 1                          |

## Thứ tự gọi tên
| 1  | Tatjana    | Nina     | Edna               | Ergi     | Erida    | Erida   | Ergi    | Erida   | Erida   | Erkida  | Annadila    | Erida   |  |  |  |  |  |  |  |
| 2  | Lorena     | Tatjana  | Erkida             | Edna     | Sonia    | Erkida  | Erida   | Kejdi   | Kejdi   | Erida   | Erida       | Tatjana |  |  |  |  |  |  |  |
| 3  | Nina       | Kejdi    | Sonia              | Lorena   | Ergi     | Kejdi   | Edna    | Tatjana | Lorena  | Kejdi   | Evangeleigh | Ergi    |  |  |  |  |  |  |  |
| 4  | Ergi       | Valbona  | Tatjana            | Erida    | Valbona  | Adela   | Erkida  | Ergi    | Edna    | Ergi    | Ergi        | Erkida  |  |  |  |  |  |  |  |
| 5  | Stela      | Adela    | Kejdi              | Erkida   | Nina     | Ergi    | Sonia   | Lorena  | Tatjana | Edna    | Lorena      | Lorena  |  |  |  |  |  |  |  |
| 6  | Eralda     | Ergi     | Nina               | Stela    | Kejdi    | Jehoma  | Jehoma  | Edna    | Erkida  | Lorena  | Erkida      | Kejdi   |  |  |  |  |  |  |  |
| 7  | Valbona    | Ksela    | Adela              | Sonia    | Erkida   | Edna    | Adela   | Erkida  | Ergi    | Tatjana | Edna        |         |  |  |  |  |  |  |  |
| 8  | Erkida     | Eralda   | Erida              | Jehoma   | Lorena   | Nina    | Kejdi   | Sonia   | Sonia   | Sonia   |             |         |  |  |  |  |  |  |  |
| 9  | Adela      | Edna     | Valbona            | Valbona  | Edna     | Sonia   | Tatjana | Nina    | Nina    |         |             |         |  |  |  |  |  |  |  |
| 10 | Esterina   | Erida    | Ergi               | Tatjana  | Adela    | Lorena  | Nina    | Adela   |         |         |             |         |  |  |  |  |  |  |  |
| 11 | Kejdi      | Stela    | Esterina           | Adela    | Jehoma   | Tatjana | Lorena  | Jehona  |         |         |             |         |  |  |  |  |  |  |  |
| 12 | Jehoma     | Esterina | Jehoma             | Esterina | Tatjana  | Stela   | Valbona |         |         |         |             |         |  |  |  |  |  |  |  |
| 13 | Edna       | Esterina | Lorena             | Nina     | Esterina |         |         |         |         |         |             |         |  |  |  |  |  |  |  |
| 14 | Esterina   | Alsona   | Stela              | Eralda   |          |         |         |         |         |         |             |         |  |  |  |  |  |  |  |
| 15 | Erida      | Jehoma   | Ksela              |          |          |         |         |         |         |         |             |         |  |  |  |  |  |  |  |
| 16 | Ksela      | Lorena   | Alsona             |          |          |         |         |         |         |         |             |         |  |  |  |  |  |  |  |
| 17 | Sonia      | Erkida   | Florinda Franceska |          |          |         |         |         |         |         |             |         |  |  |  |  |  |  |  |
| 18 | Jehona     | Odeta    | Florinda Franceska |          |          |         |         |         |         |         |             |         |  |  |  |  |  |  |  |
| 19 | Enkelejdai |          |                    |          |          |         |         |         |         |         |             |         |  |  |  |  |  |  |  |

     Thí sinh bị loại
     Thí sinh dừng cuộc thi
     Thí sinh chiến thắng cuộc thi

### Buổi chụp hình
- Tập 1: Ảnh trắng đen áo tắm (casting)
- Tập 2: Diện mạo mới; Thời trang quân đội theo cặp
- Tập 3: Quyến rũ trên xe trước lửa; Đồ lót trước mưa
- Tập 4: Đồ lót trắng trong chuồng gà; Ác quỷ
- Tập 5: Thời trang bộ tộc; Gợi cảm trong trang phục Ông già Noel
- Tập 6: Cướp biển; Khỏa thân trong rừng
- Tập 7: Cô dâu; Ảnh chân dung vẻ đẹp khỏa thân
- Tập 8: Nữ cảnh sát quyến rũ
- Tập 9: Bao phủ toàn thân với sơn
- Tập 10: Khỏa thân trong thiên nhiên
- Tập 11: Cô gái Trung Hoa
- Tập 12: